# Табило, Алехандро
Алехандро Табило Альварес (исп. Alejandro Tabilo Álvarez ; род. 2 июня 1997, Торонто) — чилийский профессиональный теннисист; победитель трёх турниров АТР (из них два в одиночном разряде).

## Общая биография
Родился в канадском Торонто, так как его родители (Рикардо и Мария) уехали из Чили ещё в конце 1980-х годов. Впервые побывал в Чили в возрасте 18 лет, к тому моменту не владел испанским. В 19 лет переехал жить в Чили. Родители познакомились в Торонто, сейчас владельцы клининговой компании. У Алехандро есть брат — Себастьян.
Начал играть в теннис, потому-что в него играл его брат. Любимая поверхность — грунт; любимый турнир — Уимблдон; любимый игрок в теннисе Рафаэль Надаль.

## Спортивная карьера
В юниорском туре Алехандро Табило максимально поднимался на 29-е место в мировом рейтинге. На юниорских турнирах Большого шлема значительных успехов он не добивался.
С 2013 года Табило выступал в турнирах серии «фьючерс», где выиграл по одному титулу в одиночном разряде в 2016, 2017 и 2019 годах. В парном разряде он выиграл пять титулов в этой категории. С 2019 года он все чаще принимал участие в турнирах серии «челленджер» и впервые вышел в полуфинал турнира в Пуэрто-Вальярте. В дальнейшем был в четвертьфинале в Алмате и в полуфинале в Шымкенте. Последуюшие три четвертьфинала позволили ему подняться почти на 100 мест в мировом рейтинге.
В 2020 году он пробился в топ-200, прошёл квалификацию в основную сетку Открытого чемпионата Австралии по теннису, одержав три победы в квалификации. В своем дебютном матче первого раунда турнира Большого шлема против Даниэля Элахи Галана он сумел победить и проследовать дальше.
В 2022 году на турнире в аргентинской Кордове вышел в финал, где уступил Альберту Рамосу. На Уимблдоне в 2022 году, Табило повторил свой лучший результат на турнирах Большого шлема и прошёл во второй раунд. На Открытом чемпионате США 2022 года он смог это сделать снова.

### Сезон 2024: первый титул ATP
В январе 2024 года впервые в карьере выиграл турнир ATP — в новозеландском Окленде на турнире ATP 250 на харде Табило прошёл квалификацию, а затем выиграл 4 матча в основной сетке (один соперник отказался от игры до матча). В финале Табило обыграл Таро Даниэля со счётом 6-2, 7-5. На Открытом чемпионате Австралии в первом круге в 5 сетах уступил американцу Александару Ковачевичу — 7-6(2), 6-7(7), 6-1, 1-6, 3-6. В марте дошёл до финала турнира ATP 250 на грунте в Сантьяго, где уступил Себастьяну Баэсу со счётом 6-3, 0-6, 4-6. В результате поднялся в топ-40 мирового рейтинга. Там же в Сантьяго впервые в карьере вышел в финал, а затем и выиграл турнир ATP в парном разряде вместе с Томасом Барриосом Верой.
В мае 2024 года выиграл «челленджер» на грунте в Экс-ан-Провансе. Табило стал первым в истории теннисистом, который в одном сезоне выиграл и турнир ATP, и «челленджер». На Мастерсе в Риме был посеян под 29-м номером и обыграл в третьем круге первую ракетку мира Новака Джоковича со счётом 6-2, 6-3. Это была первая в карьере Табило победа над игроком топ-10. Также это была первая за 17 лет победа теннисиста из Чили над первой ракеткой мира (в 2007 году Фернандо Гонсалес обыграл Роджера Федерера). В 4-м круге Табило обыграл 16-го сеянного Карена Хачанова со счётом 7-6(5), 7-6(10) и впервые в карьере вышел в 1/4 финала на Мастерсе. В четвертьфинале Табило обыграл китайца Чжан Чжичжэня (6-3, 6-4) и вышел в полуфинал. Табило стал первым за 15 лет чилийцем, дошедшим до полуфинала Мастерса (в 2009 году там же в Риме это удалось Фернандо Гонсалесу). Чуть позже там же в Риме в полуфинал вышел и чилиец Николас Ярри. В полуфинале Табило уступил Александру Звереву со счётом 6-1, 6-7(4), 2-6. В финале Зверев обыграл Ярри в двух сетах. После турнира в Риме Табило поднялся на высшее в карьере 25-е место в рейтинге.
На Открытом чемпионате Франции Табило уже в первом круге проиграл Зизу Бергсу в 4 сетах, хотя выиграл первый сет и вёл с двумя брейками во втором.
В конце июня выиграл турнир ATP 250 на траве на Мальорке, победив в финале Себастьяна Офнера (6-3, 6-4). Табило стал первым чилийцем в Открытую эру, выигравшим турнир ATP на траве. 1 июля впервые в карьере вошёл в топ-20 мирового рейтинга, поднявшись на 19-ю строчку.
На Уимблдоне Табило впервые в карьере дошёл до третьего круга турнира Большого шлема. В первом круге он обыграл в трёх сетах Дэниела Эванса, а во втором круге в пяти сетах победил итальянца Флавио Коболли — 7-6(4), 7-6(4), 4-6, 4-6, 6-4.

## Рейтинг на конец года
| Год  | Одиночный рейтинг | Парный рейтинг |
| 2023 | 85                | 876            |
| 2022 | 100               | 476            |
| 2021 | 139               | 296            |
| 2020 | 169               | 256            |
| 2019 | 213               | 519            |
| 2018 | 576               | 640            |
| 2017 | 838               | 465            |
| 2016 | 604               | 700            |
| 2015 | 1147              | 1402           |
| 2014 | 1436              | 1280           |
| 2014 | 1790              |                |

## Выступления на турнирах

### Финалы турнировATPв одиночном разряде (4)

#### Победы (2)
| Легенда                     |
| --------------------------- |
| Турниры Большого шлема (0)* |
| Итоговый турнир ATP (0)     |
| Мастерс (0)                 |
| АТР 500 (0)                 |
| АТР 250 (2+1)               |

| Титулы по покрытиям | Титулы по месту проведения матчей турнира |
| ------------------- | ----------------------------------------- |
| Хард (1)*           | Зал (0)                                   |
| Грунт (0+1)         | Зал (0)                                   |
| Трава (1)           | Открытый воздух (2+1)                     |
| Ковёр (0)           | Открытый воздух (2+1)                     |

* количество побед в одиночном разряде + количество побед в парном разряде.
| №  | Дата           | Турнир                 | Покрытие | Соперник в финале | Счёт    |
| 1. | 13 января 2024 | Окленд, Новая Зеландия | Хард     | Таро Даниэль      | 6-2 7-5 |
| 2. | 29 июня 2024   | Мальорка, Испания      | Трава    | Себастьян Офнер   | 6-3 6-4 |

#### Поражения (2)
| №  | Дата           | Турнир             | Покрытие | Соперник в финале | Счёт        |
| 1. | 6 февраля 2022 | Кордова, Аргентина | Хард     | Альберт Рамос     | 6-4 3-6 4-6 |
| 2. | 3 марта 2024   | Сантьяго, Чили     | Грунт    | Себастьян Баэс    | 6-3 0-6 4-6 |

### Финалы турнировATPв парном разряде (2)

#### Победа (1)
| №  | Дата         | Турнир         | Покрытие | Партнёр            | Соперники в финале      | Счёт    |
| 1. | 2 марта 2024 | Сантьяго, Чили | Грунт    | Томас Барриос Вера | Орландо Лус Матиас Сото | 6-2 6-4 |

#### Поражение (1)
| №  | Дата         | Турнир            | Покрытие | Партнёр       | Соперники в финале          | Счёт    |
| 1. | 29 июня 2024 | Мальорка, Испания | Трава    | Диего Идальго | Роберт Галлоуэй Джулиан Кэш | 4-6 4-6 |